# Đội tuyển bóng đá quốc gia Kuwait
Đội tuyển bóng đá quốc gia Kuwait (tiếng Ả Rập: منتخب الكويت لكرة القدم) là đội tuyển cấp quốc gia của Kuwait do Hiệp hội bóng đá Kuwait quản lý. Đội đã 1 lần giành quyền tham dự vòng chung kết Giải bóng đá vô địch thế giới vào năm 1982 dưới sự dẫn dắt của huấn luyện viên người Brasil Carlos Alberto Parreira. Tại giải đấu đó, đội đã để thua cả ba trận trước Anh, Pháp, Tiệp Khắc và dừng bước ở vòng bảng. Đây cũng là thời kỳ hoàng kim của bóng đá Kuwait với chức vô địch châu Á 1980, ngôi á quân 1976 cùng với chức vô địch Tây Á 2010.
Tại sân chơi cấp khu vực, tuyển Kuwait đã 9 lần vô địch Cúp bóng đá vùng Vịnh, đây cũng là kỷ lục của giải.
Ở cấp độ các đội tuyển trẻ, tuyển Olympic Kuwait đã một lần tham dự vòng chung kết Thế vận hội Mùa hè 2000.
Thành tích đáng kể khác của bóng đá Kuwait là đội đã từng giữ kỷ lục về trận thắng đậm nhất trong một trận đấu quốc tế sau khi đè bẹp Bhutan với tỉ số 20–0 vào năm 2000. Kỷ lục này được phá năm sau đó bởi chiến thắng 22–0 của tuyển Úc trước tuyển Tonga.

## Danh hiệu
- Vô địch châu Á: 1

Vô địch: 1980
Á quân: 1976
Hạng ba: 1984
- Vô địch Tây Á: 1

Vô địch: 2010
- Vô địch cúp vùng Vịnh: 10

Vô địch: 1970; 1972; 1974; 1976; 1982; 1986; 1990; 1996; 1998; 2010
Á quân: 1979
Hạng ba: 2002; 2013
- Vô địch cúp Ả Rập: 0

Hạng ba: 1964; 1992; 1998
- Bóng đá nam tại Asiad:

 1982; 1998
 1986; 1994

## Thành tích

### Cấp thế giới
| Thành tích tại World Cup | Thành tích tại World Cup | Thành tích tại World Cup | Thành tích tại World Cup | Thành tích tại World Cup | Thành tích tại World Cup | Thành tích tại World Cup | Thành tích tại World Cup |
| Năm                      | Thành tích               | GP                       | W                        | D                        | L                        | GS                       | GA                       |
| ------------------------ | ------------------------ | ------------------------ | ------------------------ | ------------------------ | ------------------------ | ------------------------ | ------------------------ |
| 1930 đến 1970            | Không tham dự            | Không tham dự            | Không tham dự            | Không tham dự            | Không tham dự            | Không tham dự            | Không tham dự            |
| 1974 đến 1978            | Không vượt qua vòng loại | Không vượt qua vòng loại | Không vượt qua vòng loại | Không vượt qua vòng loại | Không vượt qua vòng loại | Không vượt qua vòng loại | Không vượt qua vòng loại |
| 1982                     | Vòng 1                   | 3                        | 0                        | 1                        | 2                        | 2                        | 6                        |
| 1986 đến 2014            | Không vượt qua vòng loại | Không vượt qua vòng loại | Không vượt qua vòng loại | Không vượt qua vòng loại | Không vượt qua vòng loại | Không vượt qua vòng loại | Không vượt qua vòng loại |
| 2018                     | Bị cấm tham dự           | Bị cấm tham dự           | Bị cấm tham dự           | Bị cấm tham dự           | Bị cấm tham dự           | Bị cấm tham dự           | Bị cấm tham dự           |
| 2022                     | Không vượt qua vòng loại | Không vượt qua vòng loại | Không vượt qua vòng loại | Không vượt qua vòng loại | Không vượt qua vòng loại | Không vượt qua vòng loại | Không vượt qua vòng loại |
| 2026 đến 2034            | Chưa xác định            | Chưa xác định            | Chưa xác định            | Chưa xác định            | Chưa xác định            | Chưa xác định            | Chưa xác định            |
| Tổng cộng                | 1 lần tham dự            | 3                        | 0                        | 1                        | 2                        | 2                        | 6                        |

| Thành tích tại vòng chung kết World Cup | Thành tích tại vòng chung kết World Cup | Thành tích tại vòng chung kết World Cup | Thành tích tại vòng chung kết World Cup |
| Năm                                     | Vòng đấu                                | Tỉ số                                   | Kết quả                                 |
| --------------------------------------- | --------------------------------------- | --------------------------------------- | --------------------------------------- |
| 1982                                    | Vòng 1                                  | Kuwait 1-1 Tiệp Khắc                    | Hòa                                     |
| 1982                                    | Vòng 1                                  | Kuwait 1-4 Pháp                         | Thua                                    |
| 1982                                    | Vòng 1                                  | Kuwait 0-1 Anh                          | Thua                                    |

### Thế vận hội
- (Nội dung thi đấu dành cho cấp đội tuyển quốc gia cho đến kỳ Đại hội năm 1992)

| Thành tích tại Thế vận hội | Thành tích tại Thế vận hội | Thành tích tại Thế vận hội | Thành tích tại Thế vận hội | Thành tích tại Thế vận hội | Thành tích tại Thế vận hội | Thành tích tại Thế vận hội | Thành tích tại Thế vận hội |
| Năm                        | Kết quả                    | Trận                       | Thắng                      | Hòa                        | Thua                       | Bàn thắng                  | Bàn thua                   |
| -------------------------- | -------------------------- | -------------------------- | -------------------------- | -------------------------- | -------------------------- | -------------------------- | -------------------------- |
| 1900 đến 1956              | Không tham dự              | Không tham dự              | Không tham dự              | Không tham dự              | Không tham dự              | Không tham dự              | Không tham dự              |
| 1960 đến 1976              | Không vượt qua vòng loại   | Không vượt qua vòng loại   | Không vượt qua vòng loại   | Không vượt qua vòng loại   | Không vượt qua vòng loại   | Không vượt qua vòng loại   | Không vượt qua vòng loại   |
| 1980                       | Tứ kết                     | 4                          | 1                          | 2                          | 1                          | 5                          | 4                          |
| 1984 đến 1988              | Không vượt qua vòng loại   | Không vượt qua vòng loại   | Không vượt qua vòng loại   | Không vượt qua vòng loại   | Không vượt qua vòng loại   | Không vượt qua vòng loại   | Không vượt qua vòng loại   |
| Tổng cộng                  | 1 lần tứ kết               | 4                          | 1                          | 2                          | 1                          | 5                          | 4                          |

### Cấp châu lục

#### Cúp bóng đá châu Á
| Thành tích tại Cúp bóng đá châu Á | Thành tích tại Cúp bóng đá châu Á | Thành tích tại Cúp bóng đá châu Á | Thành tích tại Cúp bóng đá châu Á | Thành tích tại Cúp bóng đá châu Á | Thành tích tại Cúp bóng đá châu Á | Thành tích tại Cúp bóng đá châu Á | Thành tích tại Cúp bóng đá châu Á |
| Năm                               | Thành tích                        | GP                                | W                                 | D                                 | L                                 | GS                                | GA                                |
| --------------------------------- | --------------------------------- | --------------------------------- | --------------------------------- | --------------------------------- | --------------------------------- | --------------------------------- | --------------------------------- |
| 1956 đến 1968                     | Không tham dự                     | -                                 | -                                 | -                                 | -                                 | -                                 | -                                 |
| 1972                              | Vòng 1                            | 2                                 | 1                                 | 0                                 | 1                                 | 2                                 | 5                                 |
| 1976                              | Á quân                            | 4                                 | 3                                 | 0                                 | 1                                 | 6                                 | 3                                 |
| 1980                              | Vô địch                           | 6                                 | 4                                 | 1                                 | 1                                 | 13                                | 6                                 |
| 1984                              | Hạng ba                           | 6                                 | 3                                 | 1                                 | 2                                 | 5                                 | 4                                 |
| 1988                              | Vòng 1                            | 4                                 | 0                                 | 3                                 | 1                                 | 2                                 | 3                                 |
| 1992                              | Không vượt qua vòng loại          | -                                 | -                                 | -                                 | -                                 | -                                 | -                                 |
| 1996                              | Hạng tư                           | 6                                 | 2                                 | 1                                 | 3                                 | 9                                 | 6                                 |
| 2000                              | Tứ kết                            | 4                                 | 1                                 | 2                                 | 1                                 | 3                                 | 3                                 |
| 2004                              | Vòng 1                            | 3                                 | 1                                 | 0                                 | 2                                 | 3                                 | 7                                 |
| 2007                              | Không vượt qua vòng loại          | -                                 | -                                 | -                                 | -                                 | -                                 | -                                 |
| 2011                              | Vòng 1                            | 3                                 | 0                                 | 0                                 | 3                                 | 1                                 | 7                                 |
| 2015                              | Vòng 1                            | 3                                 | 0                                 | 0                                 | 3                                 | 1                                 | 6                                 |
| 2019                              | Bị cấm tham dự                    | -                                 | -                                 | -                                 | -                                 | -                                 | -                                 |
| 2023                              | Không vượt qua vòng loại          | -                                 | -                                 | -                                 | -                                 | -                                 | -                                 |
| 2027                              | Vượt qua vòng loại                | -                                 | -                                 | -                                 | -                                 | -                                 | -                                 |
| Tổng cộng                         | 1 lần vô địch                     | 42                                | 15                                | 10                                | 17                                | 47                                | 51                                |

#### Á Vận hội
- (Nội dung thi đấu dành cho cấp đội tuyển quốc gia cho đến kỳ Đại hội năm 1998)

| Thành tích tại Á vận hội | Thành tích tại Á vận hội | Thành tích tại Á vận hội | Thành tích tại Á vận hội | Thành tích tại Á vận hội | Thành tích tại Á vận hội | Thành tích tại Á vận hội | Thành tích tại Á vận hội |
| Năm                      | Thành tích               | GP                       | W                        | D                        | L                        | GS                       | GA                       |
| ------------------------ | ------------------------ | ------------------------ | ------------------------ | ------------------------ | ------------------------ | ------------------------ | ------------------------ |
| 1951 đến 1970            | Không tham dự            | -                        | -                        | -                        | -                        | -                        | -                        |
| 1974                     | Vòng 2                   | 5                        | 3                        | 0                        | 2                        | 12                       | 8                        |
| 1978                     | Vòng 2                   | 6                        | 3                        | 1                        | 2                        | 13                       | 8                        |
| 1982                     | Á quân                   | 6                        | 5                        | 0                        | 1                        | 13                       | 5                        |
| 1986                     | Hạng ba                  | 7                        | 5                        | 2                        | 0                        | 20                       | 3                        |
| 1990                     | Tứ kết                   | 4                        | 1                        | 1                        | 2                        | 3                        | 4                        |
| 1994                     | Hạng ba                  | 6                        | 4                        | 1                        | 1                        | 16                       | 6                        |
| 1998                     | Á quân                   | 8                        | 3                        | 2                        | 3                        | 23                       | 8                        |
| Tổng cộng                | 2 lần: Á quân            | 42                       | 24                       | 7                        | 11                       | 99                       | 42                       |

### Cấp khu vực

#### Giải vô địch bóng đá Tây Á
| Giải vô địch bóng đá Tây Á | Giải vô địch bóng đá Tây Á | Giải vô địch bóng đá Tây Á | Giải vô địch bóng đá Tây Á | Giải vô địch bóng đá Tây Á | Giải vô địch bóng đá Tây Á | Giải vô địch bóng đá Tây Á | Giải vô địch bóng đá Tây Á | Giải vô địch bóng đá Tây Á | Giải vô địch bóng đá Tây Á |
| Năm                        | Kết quả                    | Pld                        | W                          | D                          | L                          | GF                         | GA                         | GD                         |                            |
| -------------------------- | -------------------------- | -------------------------- | -------------------------- | -------------------------- | -------------------------- | -------------------------- | -------------------------- | -------------------------- | -------------------------- |
| 2000 đến 2008              | Không tham dự              | Không tham dự              | Không tham dự              | Không tham dự              | Không tham dự              | Không tham dự              | Không tham dự              | Không tham dự              |                            |
| 2010                       | Vô địch                    | 4                          | 2                          | 2                          | 0                          | 7                          | 5                          | +2                         |                            |
| 2012                       | Vòng bảng                  | 3                          | 2                          | 0                          | 1                          | 4                          | 4                          | 0                          |                            |
| 2014                       | Hạng tư                    | 4                          | 1                          | 1                          | 2                          | 3                          | 5                          | –2                         |                            |
| 2019                       | Vòng bảng                  | 3                          | 1                          | 1                          | 1                          | 3                          | 3                          | 0                          |                            |
| Tổng cộng                  | 4/9                        | 12                         | 6                          | 4                          | 4                          | 17                         | 17                         | 0                          |                            |

#### Cúp bóng đá vùng Vịnh
| Năm       | Chủ nhà     | Thành tích     | Pld | W  | D  | L  | GF  | GA  |
| --------- | ----------- | -------------- | --- | -- | -- | -- | --- | --- |
| 1970      | Bahrain     | Vô địch        | 3   | 3  | 0  | 0  | 10  | 4   |
| 1972      | Ả Rập Xê Út | Vô địch        | 3   | 2  | 1  | 0  | 14  | 2   |
| 1974      | Kuwait      | Vô địch        | 4   | 4  | 0  | 0  | 16  | 0   |
| 1976      | Qatar       | Vô địch        | 7   | 5  | 2  | 0  | 26  | 7   |
| 1979      | Iraq        | Á quân         | 6   | 4  | 1  | 1  | 15  | 4   |
| 1982      | UAE         | Vô địch        | 5   | 4  | 0  | 1  | 8   | 2   |
| 1984      | Oman        | Hạng 6         | 6   | 1  | 2  | 3  | 4   | 8   |
| 1986      | Bahrain     | Vô địch        | 6   | 5  | 1  | 0  | 11  | 4   |
| 1988      | Ả Rập Xê Út | Hạng 5         | 6   | 1  | 2  | 3  | 3   | 4   |
| 1990      | Kuwait      | Vô địch        | 4   | 3  | 1  | 0  | 10  | 2   |
| 1992      | Qatar       | Hạng 5         | 5   | 2  | 0  | 3  | 5   | 8   |
| 1994      | UAE         | Hạng 5         | 5   | 1  | 1  | 3  | 2   | 6   |
| 1996      | Oman        | Vô địch        | 5   | 4  | 0  | 1  | 7   | 4   |
| 1998      | Bahrain     | Vô địch        | 5   | 4  | 0  | 1  | 18  | 5   |
| 2002      | Ả Rập Xê Út | Hạng 4         | 5   | 1  | 2  | 2  | 4   | 6   |
| 2003      | Kuwait      | Hạng 6         | 6   | 1  | 2  | 3  | 6   | 9   |
| 2004      | Qatar       | Hạng 4         | 5   | 2  | 1  | 2  | 7   | 7   |
| 2007      | UAE         | Vòng bảng      | 3   | 0  | 1  | 2  | 4   | 6   |
| 2009      | Oman        | Bán kết        | 4   | 1  | 2  | 1  | 2   | 2   |
| 2010      | Yemen       | Vô địch        | 5   | 3  | 2  | 0  | 7   | 2   |
| 2013      | Bahrain     | Hạng 3         | 5   | 3  | 0  | 2  | 9   | 3   |
| 2014      | Ả Rập Xê Út | Vòng bảng      | 3   | 1  | 1  | 1  | 3   | 7   |
| 2017      | Kuwait      | Vòng bảng      | 3   | 0  | 1  | 2  | 1   | 3   |
| 2019      | Qatar       | Vòng bảng      | 3   | 1  | 0  | 2  | 6   | 7   |
| Tổng cộng | 24/24       | 10 lần vô địch | 112 | 56 | 23 | 33 | 198 | 112 |

#### Cúp bóng đá Ả Rập
| Năm       | Thành tích               | Pld                      | W                        | D                        | L                        | GF                       | GA                       |               |
| --------- | ------------------------ | ------------------------ | ------------------------ | ------------------------ | ------------------------ | ------------------------ | ------------------------ | ------------- |
| 1963      | Hạng tư                  | 4                        | 1                        | 0                        | 3                        | 5                        | 15                       |               |
| 1964      | Hạng ba                  | 4                        | 1                        | 1                        | 2                        | 5                        | 5                        |               |
| 1966      | Vòng bảng                | 4                        | 0                        | 2                        | 2                        | 8                        | 1                        |               |
| 1985      | Không tham dự            | Không tham dự            | Không tham dự            | Không tham dự            | Không tham dự            | Không tham dự            | Không tham dự            | Không tham dự |
| 1988      | Vòng bảng                | 4                        | 1                        | 1                        | 2                        | 2                        | 3                        |               |
| 1992      | Hạng ba                  | 4                        | 2                        | 0                        | 2                        | 6                        | 5                        |               |
| 1998      | Hạng ba                  | 4                        | 3                        | 0                        | 1                        | 13                       | 4                        |               |
| 2002      | Vòng bảng                | 4                        | 1                        | 2                        | 1                        | 6                        | 6                        |               |
| 2012      | Vòng bảng                | 2                        | 1                        | 0                        | 1                        | 2                        | 4                        |               |
| 2021      | Không vượt qua vòng loại | Không vượt qua vòng loại | Không vượt qua vòng loại | Không vượt qua vòng loại | Không vượt qua vòng loại | Không vượt qua vòng loại | Không vượt qua vòng loại |               |
| Tổng cộng | 3 lần hạng ba            | 30                       | 10                       | 6                        | 14                       | 47                       | 43                       |               |

## Đội hình
Ngày thi đấu: 3, 11 và 15 tháng 6 năm 2021

Đối thủ: Úc, Jordan và Đài Loan

Giải đấu: Vòng loại World Cup 2022

Số liệu thống kê tính đến ngày 15 tháng 6 năm 2021 sau trận gặp Đài Loan.

| Số | VT | Cầu thủ               | Ngày sinh (tuổi)  | Trận | Bàn | Câu lạc bộ  |
| -- | -- | --------------------- | ----------------- | ---- | --- | ----------- |
| 12 | TM | Saud Al-Jenaie        | 12 tháng 6, 1994  | 2    | 0   | Al-Tadhamon |
| 22 | TM | Sulaiman Abdulghafour | 26 tháng 2, 1991  | 26   | 0   | Al-Arabi    |
|    |    |                       |                   |      |     |             |
| 2  | HV | Sami Al-Sanea         | 9 tháng 1, 1993   | 15   | 1   | Kuwait SC   |
| 4  | HV | Khalid El Ebrahim     | 28 tháng 8, 1992  | 22   | 1   | Qadsia      |
| 5  | HV | Fahad Al Hajeri       | 10 tháng 11, 1991 | 58   | 5   | Kuwait SC   |
| 13 | HV | Fahad Humood          | 3 tháng 10, 1990  | 22   | 0   | Kuwait SC   |
| 14 | HV | Mehdi Dashti          | 26 tháng 10, 2001 | 3    | 0   | Al-Salmiya  |
| 15 | HV | Hamad Al-Qallaf       | 4 tháng 12, 1999  | 6    | 0   | Al-Salmiya  |
|    |    |                       |                   |      |     |             |
| 3  | TV | Ahmed Al-Dhefiri      | 9 tháng 1, 1992   | 29   | 1   | Qadsia      |
| 6  | TV | Mohammad Al Huwaidi   | 29 tháng 1, 1999  | 1    | 0   | Al-Salmiya  |
| 8  | TV | Fawaz Al-Otaibi       | 21 tháng 2, 1997  | 4    | 0   | Al-Salmiya  |
| 9  | TV | Bandar Al Salamah     | 28 tháng 10, 2002 | 3    | 0   | Al-Arabi    |
| 11 | TV | Fahad Al Ansari       | 25 tháng 2, 1987  | 92   | 3   | Al-Wakrah   |
| 12 | TV | Hamad Harbi           | 25 tháng 7, 1992  | 11   | 0   | Kazma       |
|    |    |                       |                   |      |     |             |
| 7  | TĐ | Eid Al Rashidi        | 17 tháng 12, 1995 | 7    | 1   | Qadsia SC   |
| 10 | TĐ | Shabaib Al-Khaldi     | 30 tháng 11, 1999 | 9    | 2   | Kazma       |
| 16 | TĐ | Mobarak Al-Faneeni    | 21 tháng 1, 2000  | 12   | 2   | Al-Salmiya  |
| 17 | TĐ | Bader Al Mutawa       | 10 tháng 1, 1985  | 189  | 57  | Qadsia      |
| 19 | TĐ | Ahmad Zanki           | 17 tháng 12, 1995 | 8    | 1   | Kuwait SC   |
| 20 | TĐ | Yousef Nasser         | 9 tháng 10, 1990  | 94   | 44  | Kuwait SC   |

### Triệu tập gần đây
Dưới đây là tên các cầu thủ được triệu tập trong vòng 12 tháng.
| Vt | Cầu thủ             | Ngày sinh (tuổi)  | Số trận | Bt | Câu lạc bộ  | Lần cuối triệu tập |
| -- | ------------------- | ----------------- | ------- | -- | ----------- | ------------------ |
|    |                     |                   |         |    |             |                    |
| TM | Hameed Al-Qallaf    | 10 tháng 8, 1987  | 35      | 0  | Kuwait SC   | {{{lần cuối}}}     |
| TM | Hussein Kankoune    | 16 tháng 4, 1989  | 2       | 0  | Kazma       | {{{lần cuối}}}     |
|    |                     |                   |         |    |             |                    |
| HV | Amer Al-Fadhel      | 21 tháng 4, 1988  | 66      | 0  | Qadsia      | {{{lần cuối}}}     |
| HV | Ali Atiq            | 22 tháng 5, 1996  | 1       | 0  | Kazma       | {{{lần cuối}}}     |
| HV | Meshari Ghanam      | 28 tháng 8, 1997  | 1       | 0  | Kuwait SC   | {{{lần cuối}}}     |
| HV | Abdulaziz Naji      | 19 tháng 8, 2001  | 1       | 0  | Kuwait SC   | {{{lần cuối}}}     |
| HV | Dhari Said          | 2 tháng 5, 1987   | 9       | 0  | Qadsia      | {{{lần cuối}}}     |
|    |                     |                   |         |    |             |                    |
| TV | Redha Abujabarah    | 27 tháng 10, 1996 | 7       | 0  | Qadsia      | {{{lần cuối}}}     |
| TV | Abdullah Al Buraiki | 12 tháng 8, 1987  | 32      | 3  | Kuwait SC   | {{{lần cuối}}}     |
| TV | Sultan Al Enezi     | 13 tháng 9, 1992  | 26      | 0  | Qadsia SC   | {{{lần cuối}}}     |
| TV | Talal Al Fadhel     | 11 tháng 8, 1990  | 6       | 0  | Kuwait SC   | {{{lần cuối}}}     |
| TV | Khaled Shaman       | 14 tháng 8, 1996  | 0       | 0  | Al-Nasr     | {{{lần cuối}}}     |
| TV | Faisal Zaid         | 9 tháng 10, 1991  | 42      | 5  | Kuwait SC   | {{{lần cuối}}}     |
|    |                     |                   |         |    |             |                    |
| TĐ | Faisal Ajab         | 23 tháng 1, 1993  | 10      | 0  | Al-Tadhamon | {{{lần cuối}}}     |

## Huấn luyện viên trưởng
| Các huấn luyện viên trưởng đội tuyển Kuwait \| - 1955-1955: Ali Othman - 1957-1957: Ahmed Abu Taha - 1958-1958: Edmund Majewski - 1962-1962: Ljubiša Broćić - 1964-1964: Mohammed Abdu Saleh Al Wahsh - 1966-1969: Dimitri Tadic - 1970-1970: Taha Al Touki - 1971-1973: Ljubiša Broćić - 1973-1973: Hassen Nasser (tạm quyền) - 1973-1975: Ljubiša Broćić - 1976-1978: Mário Zagallo - 1978-1978: Saleh Zakereya (tạm quyền) - 1978-1983: Carlos Alberto Parreira - 1983-1985: Antônio Lopes - 1985-1986: Malcolm Allison - 1986-1986: Saleh Zakereya (tạm quyền) - 1986-1987: György Mezey - 1987-1988: Antônio Vieira - 1988-1988: George Armstrong - 1989-1989: Miguel Pereira - 1989-1990: Otacílio \| - 1990-1990: Luiz Felipe Scolari - 1990-1990: Mohammed Karem (tạm quyền) - 1990-1992: Valmir Louruz - 1992-1993: Paulo Luiz Campos - 1993-1993: Gildo Rodriguez - 1993-1993: Jawad Maqseed - 1993-1996: Valeri Lobanovsky - 1996-1999: Milan Máčala - 1999-2001: Dušan Uhrin - 2001-2002: Berti Vogts - 2002-2003: Radojko Avramović - 2003-2004: Paulo César Carpegiani - 2004-2004: Mohammed Ibrahem - 2005-2005: Slobodan Pavković - 2005-2005: Mohammed Ibrahem (tạm quyền) - 2005-2006: Mihai Stoichiţă - 2006-2007: Saleh Zakereya - 2007-2008: Radion Gačanin - 2008-2009: Mohammed Ibrahem (tạm quyền) - 2009-?: Goran Tufegdžić \| | |
| - 1955-1955: Ali Othman - 1957-1957: Ahmed Abu Taha - 1958-1958: Edmund Majewski - 1962-1962: Ljubiša Broćić - 1964-1964: Mohammed Abdu Saleh Al Wahsh - 1966-1969: Dimitri Tadic - 1970-1970: Taha Al Touki - 1971-1973: Ljubiša Broćić - 1973-1973: Hassen Nasser (tạm quyền) - 1973-1975: Ljubiša Broćić - 1976-1978: Mário Zagallo - 1978-1978: Saleh Zakereya (tạm quyền) - 1978-1983: Carlos Alberto Parreira - 1983-1985: Antônio Lopes - 1985-1986: Malcolm Allison - 1986-1986: Saleh Zakereya (tạm quyền) - 1986-1987: György Mezey - 1987-1988: Antônio Vieira - 1988-1988: George Armstrong - 1989-1989: Miguel Pereira - 1989-1990: Otacílio | - 1990-1990: Luiz Felipe Scolari - 1990-1990: Mohammed Karem (tạm quyền) - 1990-1992: Valmir Louruz - 1992-1993: Paulo Luiz Campos - 1993-1993: Gildo Rodriguez - 1993-1993: Jawad Maqseed - 1993-1996: Valeri Lobanovsky - 1996-1999: Milan Máčala - 1999-2001: Dušan Uhrin - 2001-2002: Berti Vogts - 2002-2003: Radojko Avramović - 2003-2004: Paulo César Carpegiani - 2004-2004: Mohammed Ibrahem - 2005-2005: Slobodan Pavković - 2005-2005: Mohammed Ibrahem (tạm quyền) - 2005-2006: Mihai Stoichiţă - 2006-2007: Saleh Zakereya - 2007-2008: Radion Gačanin - 2008-2009: Mohammed Ibrahem (tạm quyền) - 2009-?: Goran Tufegdžić |